# G. K. Venkatesh
Gurjada Krishnadas Venkatesh (GKV)' (Canarés: ಗುರ್ಜದ ಕೃಷ್ಣದಾಸ ವೆಂಕಟೇಶ, telugu గురజాడ కృష్ణదాసు వెంకటేష్, Tamil: ஜி.கே. வெங்கடேஷ்) (n. 21 de septiembre de 1927 † noviembre de 1993), fue un destacado cantautor indio de música para películas, para el cine de Canarés durante los años 1960, 1970 y hasta finales de los aós 1980. También compuso música para películas en tamil y telugu. Ha producido numerosas obras maestras de música para el cine Canarés. También trabajó a fondo en el cine occidental Canarés y anotó la música para todas las películas de James Bond de Dr.Raj en la década de los años 60 y 70
V Harikrishna, es hijo de GK Venkatesh, que también es un director musical para películas.

## Carrera
Aprendió música desde muy joven y así demostró su talento. Desde niño, fue apreciado por el Raja de Bobbili. Aprendió el ritmo musical conocido como veenai, de su hermano mayor llamado Pathi GKS. Como adolescente, interpretó el veenai para directores musicales de la talla de S. V. Venkatraman, S. M. Subbaiah Naidu y C. R. Subburaman.
GKV fue también demostró su talento como cantante. Antes de entrar al cine, interpretaba con su voz sus canciones en el de Bangalore All India Radio. Además fue acompañado por un coro, bajo la dirección de SV Venkatraman de Meera.
Se asoció con el director de música EM Viswanathan (MSV), mientras trabajaba con SM Subbaiah Naidu durante la década de los años 1940. Cuando MSV le ofreció para componer algunas canciones, era para interpretar para la obra Génova. Cuando NS Krishnan le dio esa oportunidad, se asoció también con MS Viswanathan y Ramamoorthy, para componer e interpretar para la película "Panam" (1952), de Madrás. GKV formó parte de esa compañía de músicos. Tuvo la oportunidad de interpretar temas musicales junto a otros artistas como M. S. Viswanathan y T. K. Ramamoorthy , aparte de "Panam", también lo hizo para la película "Sivaji Ganesan". Fue nombrado como asistente de M. S. Viswanathan y T. K. Ramamoorthy, para obtener conocimientos tradicionales en la música hindú.
En 1952, compuso un tema musical de forma independiente para una película de Malayalam, titulada en Tamil, "Nadigai". En 1955, comenzó a componer música para otra película en Canarés titulada "Sodari", que fue protagonizada por Rajkumar (su segunda película) y "Pandaribai", junto con HR Padmanabha Shastry. Desde entonces tuvo una carrera exitosa en solitario y uno de los directores musicales de éxito en películas Canarés, trabajó junto a TG Lingappa y Vijayabhaskar. recibió una cantidad de ofertas donde compuso temas musicales para otras producciones cinematográficas como Ohileshwara (1955) y Kalitaaru Henne (1963). GKV lanzó su PB Sreenivos, siendo un éxito en el cine de Canarés.

## Obras
Composiciones destacadas de GK Venkatesh en Canarés incluyen:
- Aaha Mysuru Mallige from Bangarada Manushya by P. B. Sreenivos
- Aadisi nodu, beelisi nodu from Kasturi Nivasa by P. B. Sreenivos
- Elli Mareyaade from Bhakta Kumbara by P. B. Sreenivos
- Preetine aa dyaavru tanda aasti namma baalige from doorada betta by P. B. Sreenivos & S. Janaki
- kannadadaa makkalella ondaagi banni from kanteredu nodu by himself
- ilidu baa taayi from arisina kumkuma by P. B. Sreenivos
- ravivarmana kunchaa kale from sose tanda soubhagya by P. B. Sreenivos
- If you come today, it's too early from Operation Diamond Rocket by Dr Rajkumar
- baalu belakaayitu from Halu Jenu by Dr Rajkumar
- ninade nenapu dinavu manadalli from raja nanna raja by by Dr Rajkumar
- Naariya seere kadda, radheya manava gedda from Daari Thappida Maga by Dr Rajkumar

Some compositions of G. K. Venkatesh in Tamil, include:
- Unga Manasu Oru Dhinusu from Magale Un Samathu by K. Jamuna Rani
- Vaa Vaa Vaa En Thalaiva from Naanum Manithan Thaan by T. A. Mothi & S. Janaki
- Kaatru Varum Kaalamondru from Naanum Manithan Thaan by P. B. Sreenivos & S. Janaki
- Poonthendral Isaipaada from Thaayin Karunai by P. B. Sreenivos
- Netru Nadanthathu from Thaayin Karunai by A. L. Ragavan & S. Janaki
- Thoduvathenna Thendralo Malargalo from Sabatham by S. P. Balasubrahmanyam
- Then Sindhudhe Vaanamfrom Ponukku Thanga Manasu by S. P. Balasubrahmanyam & S. Janaki
- Naan Paartha Rathidevi Enge from Kannil Theriyum Kathaigal by A. L. Ragavan
- Maasi Maadham Muhurtha Neram Medai Mangalam from Pennin Vaazhkkai by Jayachandran & P. Suseela
- Azhagiya Sennira Vaanam from Kashmir Kadhali by S. P. Balasubrahmanyam & S. Janaki
- Azhagiya Malarkkodi Pazhagiya Manikkili from Inaindha Kodugal by K. J. Yesudas & Vani Jairam

Sus composiciones en Telugú incluye:
- Paadana Tenugu Paata Paravasanai Mee Eduta Ee Paata from America Ammayi by P. Susheela
- Raasanu Premalekhalenno Daachanu Aashalenno Neelo from Sridevi by S. P. Balasubrahmanyam & P. Susheela
- Ravi Varmake Andani Oke Oka Andanivo from Ravanude Ramudaite by S. P. Balasubrahmanyam

## Filmografía

### Dirección musical
| Año  | Película                                                                                  | Idioma    |
| ---- | ----------------------------------------------------------------------------------------- | --------- |
| 1952 | Nadigai                                                                                   | Malayalam |
| 1952 | Nadigai                                                                                   | Tamil     |
| 1955 | Sodari (with H.R. Padmanabha Shastry)                                                     | Kannada   |
| 1955 | Ohileshwara                                                                               | Kannada   |
| 1956 | Haribhaktha                                                                               | Kannada   |
| 1958 | Anna Thangi                                                                               | Kannada   |
| 1959 | Jagajyothi Basaveshwara                                                                   | Kannada   |
| 1959 | Dharma Vijaya                                                                             | Kannada   |
| 1959 | Mahishasura Mardini                                                                       | Kannada   |
| 1960 | Ranadhira Kanteerava                                                                      | Kannada   |
| 1960 | Dasavathara                                                                               | Kannada   |
| 1960 | Sree Shaila Mahatme                                                                       | Kannada   |
| 1961 | Kanntheredu Nodu                                                                          | Kannada   |
| 1961 | Kaivaara Mahaatme                                                                         | Kannada   |
| 1962 | Bhoodaana                                                                                 | Kannada   |
| 1962 | Karuneye Kudumbada Kannu                                                                  | Kannada   |
| 1963 | Kanya Ratna,                                                                              | Kannada   |
| 1963 | Gowri                                                                                     | Kannada   |
| 1963 | Kulavadhu                                                                                 | Kannada   |
| 1963 | Malli Madhuve                                                                             | Kannada   |
| 1963 | Kalitaaru Henne                                                                           | Kannada   |
| 1964 | Magale Un Samathu                                                                         | Tamil     |
| 1964 | Naanum Manithan Thaan                                                                     | Tamil     |
| 1964 | Thumbida Koda                                                                             | Kannada   |
| 1964 | Nanna Kartavya                                                                            | Kannada   |
| 1965 | Thaayin Karunai                                                                           | Tamil     |
| 1965 | Sarvagyanamoorthi                                                                         | Kannada   |
| 1965 | Sati Savitri                                                                              | Kannada   |
| 1966 | Killadi Ranga                                                                             | Kannada   |
| 1966 | Madhumaalathi                                                                             | Kannada   |
| 1966 | Sandhya Raga                                                                              | Kannada   |
| 1967 | Parvathi Kalyana                                                                          | Kannada   |
| 1967 | Rajshekhara                                                                               | Kannada   |
| 1967 | Rajadurgada Rahasya                                                                       | Kannada   |
| 1967 | Immadi Pulikesh                                                                           | Kannada   |
| 1968 | Jedare Bale                                                                               | Kannada   |
| 1968 | Manasakshi                                                                                | Kannada   |
| 1968 | Goa Dalli CID 999                                                                         | Kannada   |
| 1969 | Operation Jackpot Nalli CID 999                                                           | Kannada   |
| 1969 | Natakala Rayudu                                                                           | Telugu    |
| 1970 | Devara Makkalu                                                                            | Kannada   |
| 1970 | Kasturi Nivasa                                                                            | Kannada   |
| 1970 | Naguva Hoovu                                                                              | Kannada   |
| 1971 | Sabatham                                                                                  | Tamil     |
| 1971 | Bala Bandhana                                                                             | Kannada   |
| 1971 | Taayi Devaru                                                                              | Kannada   |
| 1971 | Pratidhwani                                                                               | Kannada   |
| 1971 | Thandhe Makkalu                                                                           | Kannada   |
| 1972 | Bangarada Manushya                                                                        | Kannada   |
| 1972 | Karmika Kallanalla                                                                        | Kannada   |
| 1973 | Doorada Betta                                                                             | Kannada   |
| 1973 | Sampathige Savaal Bhakta                                                                  | Kannada   |
| 1973 | Kumbhara                                                                                  | Kannada   |
| 1973 | Ponukku Thanga Manasu                                                                     | Tamil     |
| 1974 | Murugan Kaatiya Vazhi                                                                     | Tamil     |
| 1975 | Yaarukkum Vetkamillai                                                                     | Tamil     |
| 1975 | Thennankeetru                                                                             | Tamil     |
| 1975 | Piriyavidai                                                                               | Tamil     |
| 1975 | Mayura                                                                                    | Kannada   |
| 1975 | Mayura                                                                                    | Hindi     |
| 1975 | Dari Tappida Maga                                                                         | Kannada   |
| 1975 | Trimoorti                                                                                 | Kannada   |
| 1976 | Raja Nanna Raja                                                                           | Kannada   |
| 1975 | Zamindarugari Ammayi                                                                      | Telugu    |
| 1976 | Baalu Jenu                                                                                | Kannada   |
| 1976 | America Ammayi                                                                            | Telugu    |
| 1977 | Olavu Geluvu                                                                              | Kannada   |
| 1977 | Galatte Samsara                                                                           | Kannada   |
| 1977 | Tharam Marindi                                                                            | Telugu    |
| 1977 | Sose Thandha Sowbhagya                                                                    | Kannada   |
| 1977 | Chakradhari                                                                               | Telugu    |
| 1977 | Sanaadi Appanna                                                                           | Kannada   |
| 1978 | Operation Diamond Rocket                                                                  | Kannada   |
| 1979 | Malligai Mohini                                                                           | Tamil     |
| 1980 | Kannil Theriyum Kathaigal (with K. V. Mahadevan, T. R. Papa, Ilaiyaraja & Shankar Ganesh) | Tamil     |
| 1980 | Chinnanchiru Kiliye                                                                       | Tamil     |
| 1981 | Pennin Vaazhkkai                                                                          | Tamil     |
| 1981 | Deiva Thirumanangal (with K. V. Mahadevan & M. S. Viswanathan)                            | Tamil     |
| 1981 | Nenjil Oru Mul                                                                            | Tamil     |
| 1981 | Haavina Hede                                                                              | Kannada   |
| 1981 | Hanabalavo Janabalavo                                                                     | Kannada   |
| 1982 | Haalu Jenu                                                                                | Kannada   |
| 1982 | Maro Malupu                                                                               | Telugu    |
| 1983 | Eradu Nakshatragalu                                                                       | Kannada   |
| 1983 | Kashmir Kaadhal                                                                           | Tamil     |
| 1984 | Azhagu                                                                                    | Tamil     |
| 1985 | Adhe Kannu                                                                                | Kannada   |
| 1985 | Inaindha Kodugal                                                                          | Tamil     |

### Canciones de Playback en Tamil
| Año  | Película                 | Idioma | Canción                            | Músic                                 | Co-intérprete                                   |
| ---- | ------------------------ | ------ | ---------------------------------- | ------------------------------------- | ----------------------------------------------- |
| 1952 | Panam                    | Tamil  | Ezhayin Kovilai Naadinaen          | M. S. Viswanathan & T. K. Ramamoorthy | M. L. Vasanthakumari                            |
| 1954 | Vairamalai               | Tamil  | Nadana Kalaa Raani                 | M. S. Viswanathan & T. K. Ramamoorthy | P. Leela & A. P. Komala                         |
| 1955 | Gulebakavali             | Tamil  | Villenthum Veerannellam            | M. S. Viswanathan & T. K. Ramamoorthy | Thiruchi Loganathan & P. Leela                  |
| 1959 |                          | Tamil  | Nee Yaro Aval Yaro                 | M. S. Viswanathan & T. K. Ramamoorthy |                                                 |
| 1959 | Raja Malaiya Simman      | Tamil  | Maaligaiyilae Vasikkum             | M. S. Viswanathan & T. K. Ramamoorthy | Sirkazhi Govindarajan & P.B. Sreenivas          |
| 1960 | Kavalai Illatha Manithan | Tamil  | Kannodu Vin Pesum Jaadai           | M. S. Viswanathan & T. K. Ramamoorthy | K. Jamuna Rani, T. S. Bagavathi & A. L. Ragavan |
| 1961 | Paava Manippu            | Tamil  | Nilai Maarinaal Gunam Maaruvaan    | M. S. Viswanathan & T. K. Ramamoorthy |                                                 |
| 1962 | Senthamarai              | Tamil  | Kanavae Kaathal Vaazhvae           | M. S. Viswanathan & T. K. Ramamoorthy |                                                 |
| 1962 | Thendral Veesum          | Tamil  | Yaen Mama Kovama                   | Diwakar                               | L. R. Eswari                                    |
| 1965 | Hello Mr.Zamindar        | Tamil  | Sondhamumillai Oru Bandhamum Illai | M. S. Viswanathan & T. K. Ramamoorthy |                                                 |
| 1971 | Sabatham                 | Tamil  | Aatathai Aadu Puliyudan Aadu       | G. K. Venkatesh                       | A. L. Ragavan & L. R. Eswari                    |
| 1975 | Piriyavidai              | Tamil  | Karunaikkadalae Kaarmugilvanna     | G. K. Venkatesh                       | P. Suseela                                      |
| 1977 | Kavikkuyil               | Tamil  | Maanathilae Meenirukka             | Ilaiyaraja                            | S. Janaki                                       |
| 1981 | Nenjil Oru Mul           | Tamil  | Vaazhkkaiyenum Paadhaithanile      | G. K. Venkatesh                       |                                                 |